# Stare Miasto (Bielsko-Biała)
Stare Miasto, nazywane też Starówką – najstarsza część śródmieścia Bielska-Białej położona na tzw. Wzgórzu Miejskim. Ograniczona jest ulicami Władysława Orkana, Ludwika Waryńskiego, Świętej Trójcy, Schodową, Zamkową, placem Świętego Mikołaja oraz placem Bolesława Chrobrego, pokrywając się ze średniowiecznym założeniem lokacyjnym miasta Bielska. W centrum obszaru o kształcie nieregularnego owalu i powierzchni około 5 ha znajduje się Rynek, charakterystyczne obiekty stanowią też zamek książąt Sułkowskich oraz katedra świętego Mikołaja. Stare Miasto sąsiaduje z historycznymi przedmieściami miasta Bielska: Dolnym na północnym wschodzie, Żywieckim na południowym wschodzie i Górnym na zachodzie, a także na północy z obszarem nazywanym Bielski Syjon. Administracyjnie należy do osiedla (jednostki pomocniczej gminy) Śródmieście Bielsko. Jako historyczny układ urbanistyczny jest w całości wpisane do rejestru zabytków, zabytkami rejestrowanymi jest też 68 pojedynczych obiektów na Starym Mieście, głównie kamienic z XVIII i XIX wieku. Od 2002 prowadzona jest stopniowa rewitalizacja zespołu staromiejskiego, która pociągnęła za sobą procesy gentryfikacyjne.

## Historia
Stare Miasto w Bielsku-Białej jest przykładem bardzo dobrze zachowanego, wytyczonego w I połowie XIV wieku układu urbanistycznego sprzężonego z powstałym równolegle założeniem zamkowym, charakteryzującego się czytelną i nieznaczne uregulowaną, średniowieczną siatką ulic, podziałem na bloki zabudowy, plac rynkowy i teren kościelny, historyczną parcelacją, ocalałymi pozostałościami murów obronnych z XVI wieku, a także wielokrotnie przekształcaną, nowożytną zabudową mieszkalną.

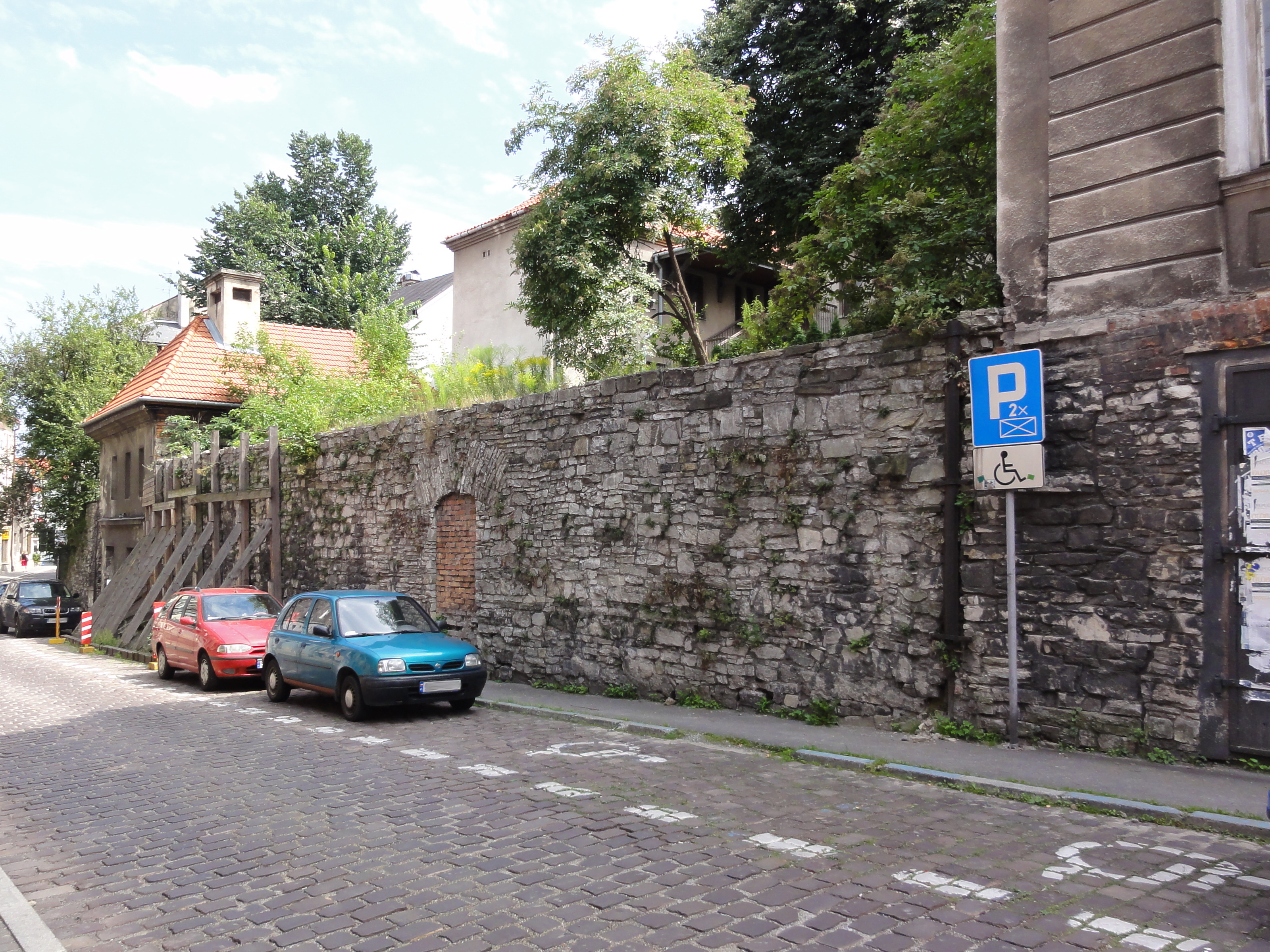
Relikty nowożytnych murów miejskich wzdłuż ulicy Orkana

Układ przestrzenny oparty na planie zbliżonym do owalu jest typowy dla miast zakładanych na prawie niemieckim, od strony północnej, południowej i wschodniej został przy tym dostosowany do naturalnego ukształtowania powierzchni: wzgórza stromo opadającego w kierunku rzeki Białej. Dokładna data lokacji nie jest znana, niemniej pierwsza pisemna wzmianka o mieście Bielsku pochodzi z 6 czerwca 1312. W swej pierwotnej postaci składało się z około 74–77 działek skupionych wokół prostokątnego rynku i po dwóch wychodzących w każdym kierunku ulicach. We wschodniej części było połączone z zespołem zamkowym, pierwotnie warownią strzegącą wschodniej granicy księstwa cieszyńskiego na Białej. Istniały dwie bramy miejskie – „górna” w rejonie dzisiejszego skrzyżowania ulic Piwowarskiej, Waryńskiego, Świętej Trójcy i Sobieskiego oraz „dolna”, która z czasem została wchłonięta przez zamek jako jedna z baszt (w XV wieku powstała nowa brama w ciągu dzisiejszej ulicy Wzgórze). Ulica Pankiewicza stanowi pozostałość dawnej uliczki przymurnej ciągnącej się wzdłuż pierwotnego muru miejskiego. W XVI wieku (po roku 1521) powstała nowa zewnętrzna linia fortyfikacji, której pozostałości zachowane są do dziś w rejonie ulic Orkana i Waryńskiego, prawdopodobnie wtedy też powstała dodatkowo furta w ciągu dzisiejszej ulicy Krętej. Kościół parafialny pod wezwaniem św. Mikołaja ufundowany przez księcia Wacława I w 1443 znalazł swoje miejsce w południowej części założenia.

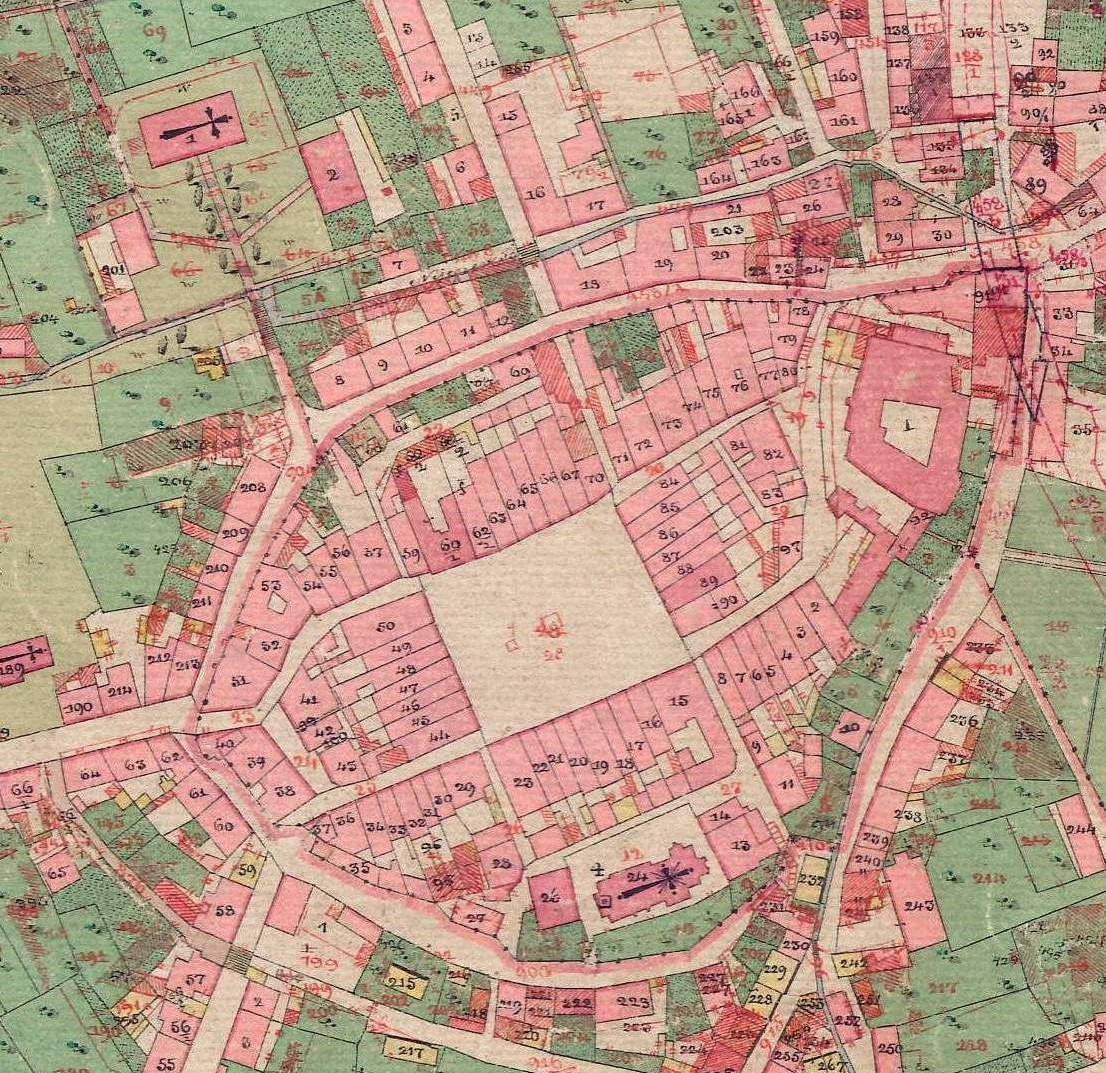
Stare Miasto na mapie katastralnej z 1836 (z naniesionymi ręcznie zmianami do około 1885)

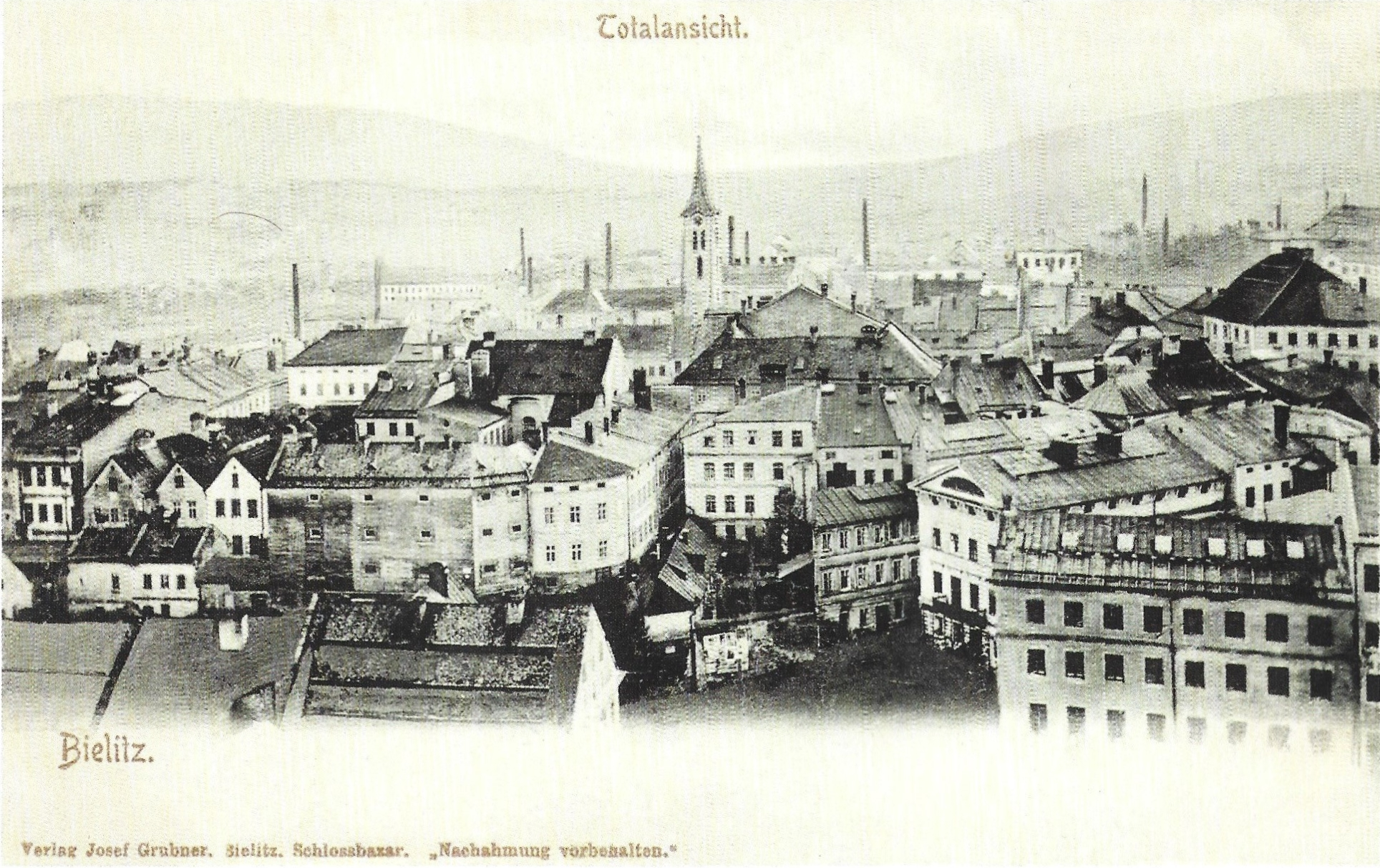
Stare Miasto na pocztówce z 1901 (widok z kościoła Zbawiciela)

U schyłku średniowiecza rozpoczyna się proces kształtowania bielskich przedmieść, w pierwszej kolejności Górnego wzdłuż drogi do Cieszyna oraz Dolnego wzdłuż drogi do Pszczyny i Oświęcimia. Mieszkańcy przedmieść nie posiadali pełni praw miejskich (możliwość członkostwa we władzach, prawo warzenia i wyszynku piwa) w odróżnieniu od tzw. wielkomieszczan zamieszkujących dzisiejsze Stare Miasto. Zakres swobód gospodarczych był przedmiotem sporów pomiędzy obiema grupami, największa w dziejach miasta konfrotacja nastąpiła w 1572. W oparciu o liczbę 76 do 79 działek budowlanych w obrębie murów miejskich i posiłkując się danymi z najstarszego urbarza z roku 1571 szacuje się liczbę mieszkańców miasta lokacyjnego w okresie wczesnowożytnym na około 350–380 osób, podczas gdy na przedmieściach żyło około 550 osób. Rozwój przedmieść w XVII i XVIII wieku wiązał się przede wszystkim z napływem sukienników i stopniowym wzrostem znaczenia tego rzemiosła jako najważniejszej gałęzi gospodarki miejskiej. W zestawieniu podatkowym za lata 1723–1725 wymienione jest 79 domów w obrębie murów i 210 na przedmieściach. Podział na wielkomieszczan cieszących się statusem pełnoprawnych obywateli (Bürger) oraz pozbawionych przywilejów „współobywateli” (Mitbürger) z przedmieść był żywy jeszcze w pierwszych dekadach XIX wieku.
W 1746 jedynie osiem domów na dzisiejszym Starym Mieście było w całości murowanych, a 12 częściowo. Zabudowa murowana zaczęła dominować dopiero na przełomu XVIII i XIX wieku, wtedy też zaczęła się kształtować współczesna panorama architektoniczna dzielnicy. Ogromny wpływ miały na nią odbudowy miasta prowadzone po wielkich pożarach w 1808 i 1836. Do najstarszych, zachowanych w stosunkowo archaicznym kształcie obiektów należy ciąg kamienic podcieniowych wzdłuż ulicy Podcienie. Rozbiórka murów miejskich rozpoczęła się w 1779, a jej ostatnim akordem była likwidacja dolnej bramy miejskiej podczas niwelacji skarpy w ciągu ulicy Wzgórze w 1844. W latach 1855–1864 doszło do całkowitej przebudowy bielskiego zamku w duchu eklektycznego historyzmu.

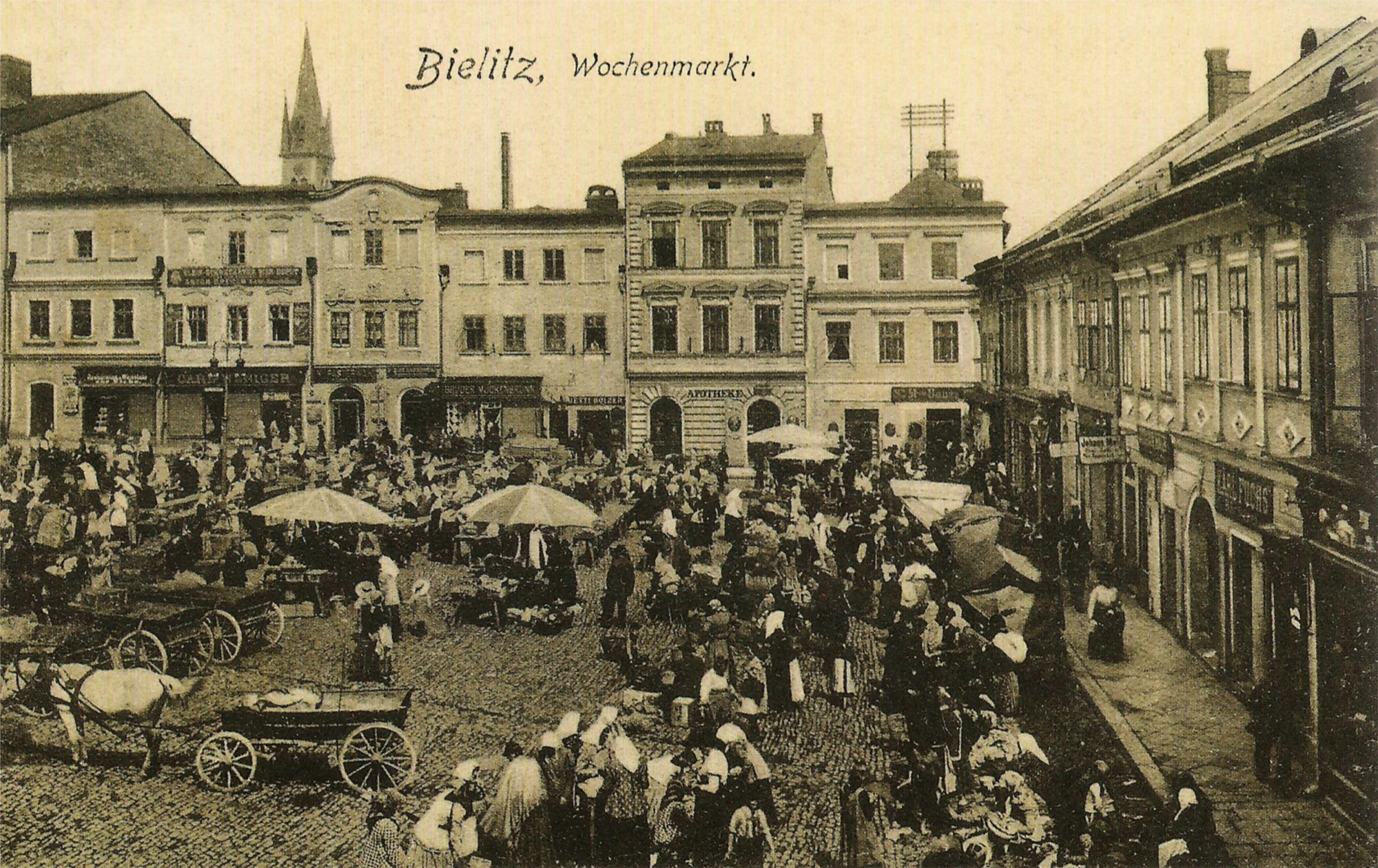
Rynek jako plac targowy na pocztówce z 1911

W 1851 na Starym Mieście (funkcjonującym jako dzielnica katastralna Miasto – Stadt) mieszkało 865 osób, co stanowiło 11,8% ludności całego Bielska. Populacyjne maksimum dzielnica osiągnęła w 1880, gdy zamieszkiwało ją 1 819 osób (13,9% wszystkich mieszkańców). Do roku 1910 liczba mieszkańców spadła do 1 745 (9,3%) – spośród tych 89,7% było niemiecko-, 9,9% polsko-, a 0,4% czeskojęzycznych; 57,7% katolików, 20,9% protestantów i 21,1% żydów. Punkt ciężkości miasta przesuwał się począwszy od drugiej połowy XIX wieku stopniowo w kierunku Dolnego Przedmieścia, gdzie następował szczególnie silny boom budowlany i gdzie powstawała większość nowych gmachów użyteczności publicznej. „Wielkomiejska” architektura przełomu wieków wkroczyła na Stare Miasto tylko pojedynczymi realizacjami: eklektycznymi kamienicami przy Rynku 6 (1892) i ulicy Wzgórze 5 (1910), secesyjną kamienicą Ryszarda Bichterlego przy Rynku 11 (1912) czy przebudową kościoła św. Mikołaja według wczesnomodernistycznego projektu Leopolda Bauera (1912). W okresie międzywojennym ruch budowlany w tym rejonie miasta praktycznie ustał.

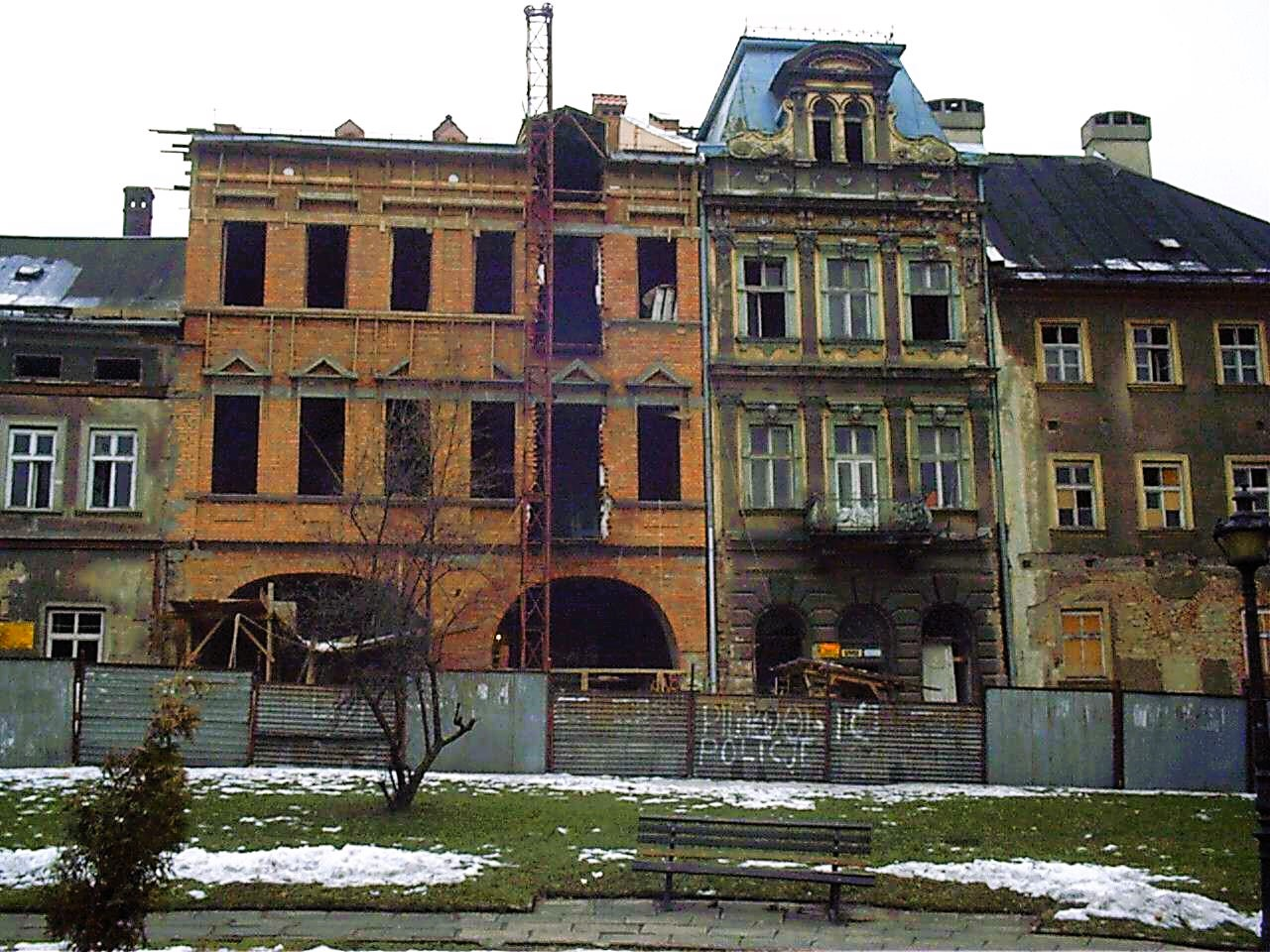
Zachodnia pierzeja Rynku w 2002 – odbudowa kamienicy nr 4-5

Na mocy decyzji z 14 marca 1953 cały zespół staromiejski (miasto Bielsko w ramach dawnego historycznego założenia miejskiego o wartości historycznej) został objęty ochroną jako zabytek. Niemniej wieloletni brak inwestycji w remonty budynków, zmiana struktury społecznej (mieszkania kwaterunkowe) oraz utrata przez Rynek znaczenia centralnego placu handlowego po połączeniu Bielska i Białej doprowadziły w drugiej połowie XX wieku do daleko idącej degradacji Starego Miasta, której symbolicznym zwieńczeniem była katastrofa budowlana w grudniu 1998 – zawalenie się kamienicy nr 4 w zachodniej pierzei Rynku.

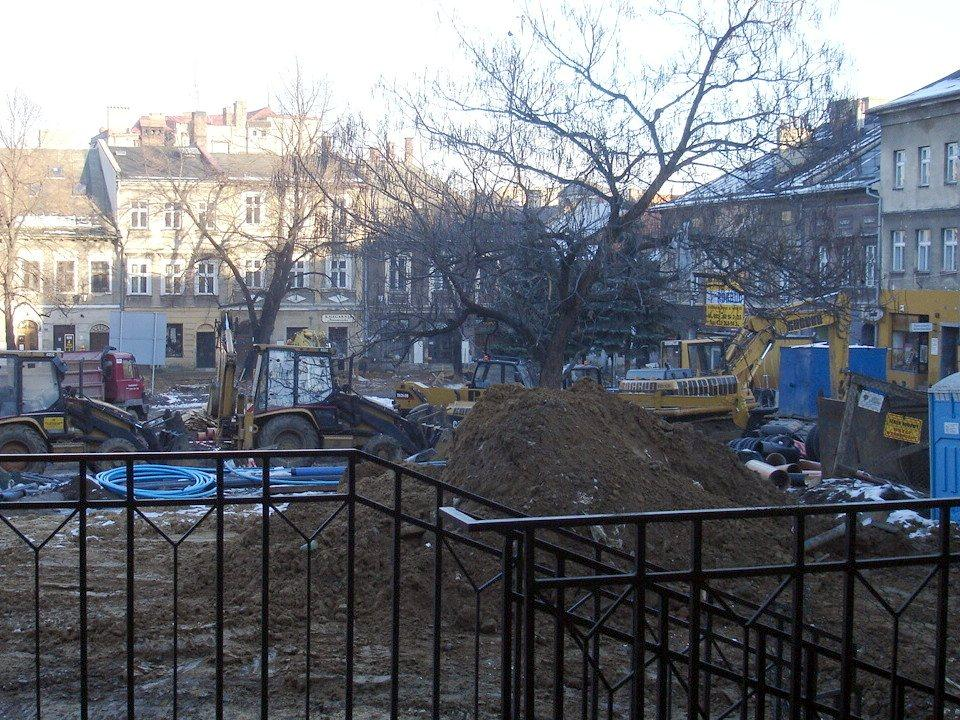
Przebudowa płyty Rynku (2005)

W 2002 rozpoczęła się realizacja kompleksowego programu rewitalizacji dzielnicy. Jej pierwszym etapem zakończonym w grudniu 2004 była odbudowa zawalonej kamienicy wraz z przywróceniem całej zachodniej pierzei Rynku podcieni zamurowanych po pożarze z 1808. W latach 2005–2006 przebudowano płytę Rynku przekształconego w okresie PRL w skwer – przywrócono historyczny pomnik św. Jana Nepomucena, wyeksponowano relikty archeologiczne studni i budynku wagi miejskiej, a także wybudowano nowoczesną fontannę z rzeźbą Neptuna. W kolejnych latach kontynuowano przede wszystkim remonty konserwatorskie zaniedbanych kamienic, do roku 2022 ukończona była już ponad połowa, w tym niemal wszystkie kamienice otaczające Rynek, cały staromiejski odcinek ulicy Cieszyńskiej, większość budynków przy ulicy Wzgórze czy placu św. Mikołaja. W ślad za rewitalizacją poszła „moda na Starówkę”, znaczące zwiększenie jej popularności wśród mieszkańców i gości jako jednego z centrów życia kulturalnego i rozrywkowego w mieście. Z drugiej strony przedmiotem krytyki bywa gentryfikacyjny charakter tych zmian, jak i konkretne inwestycje, w szczególności nowy wygląd płyty Rynku.

## Galeria

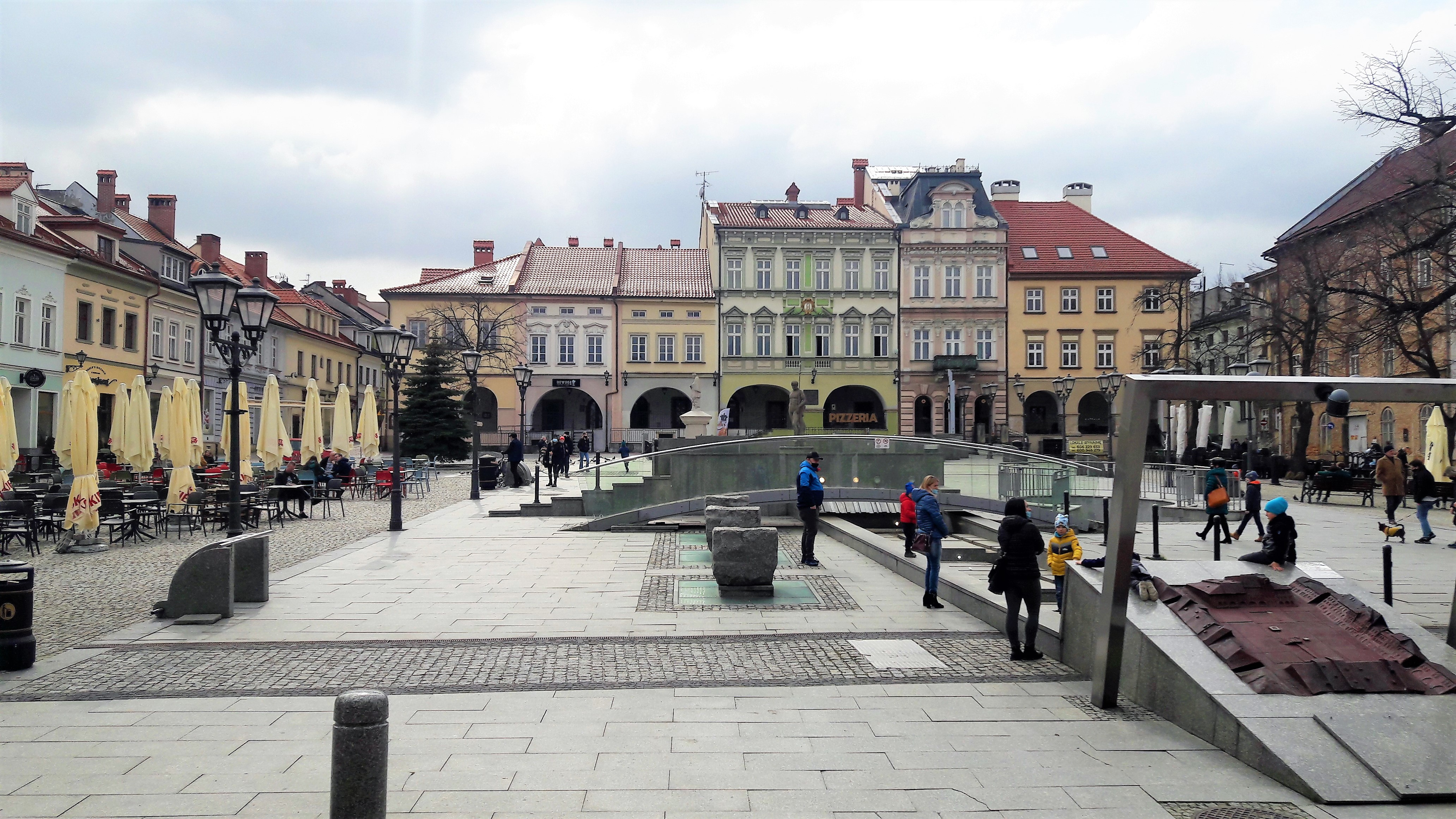
Rynek
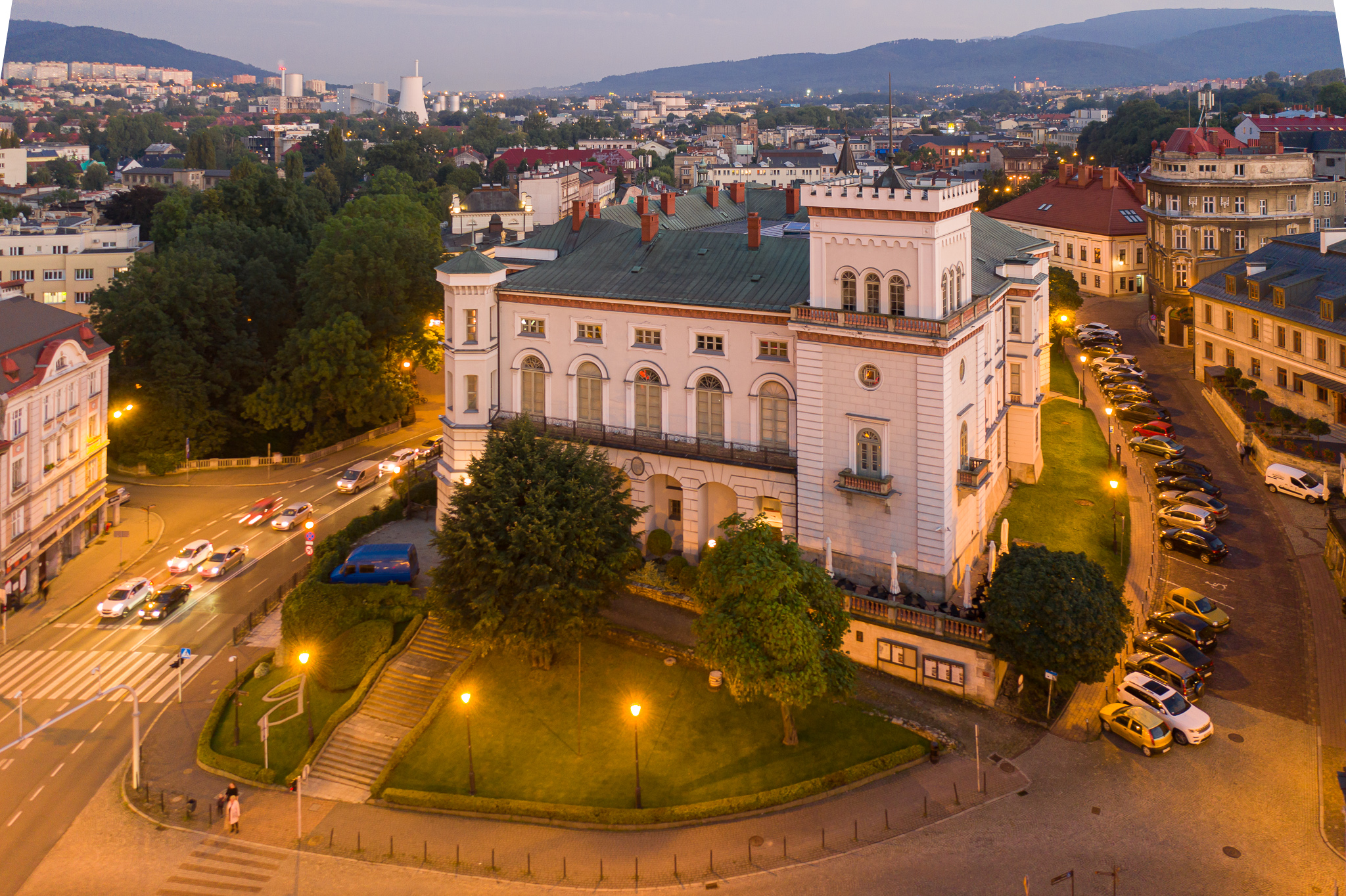
Zamek
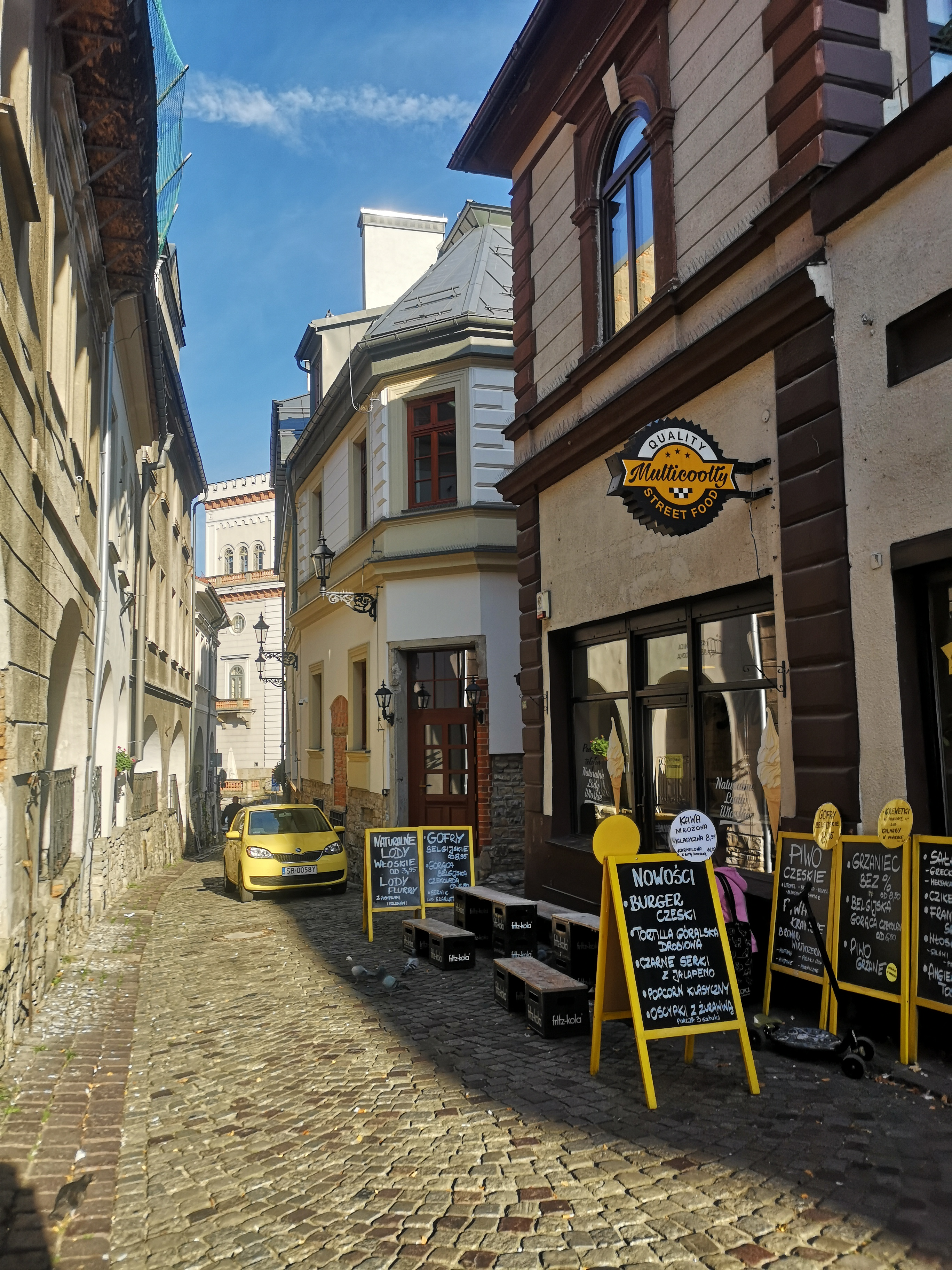
Ulica Podcienie
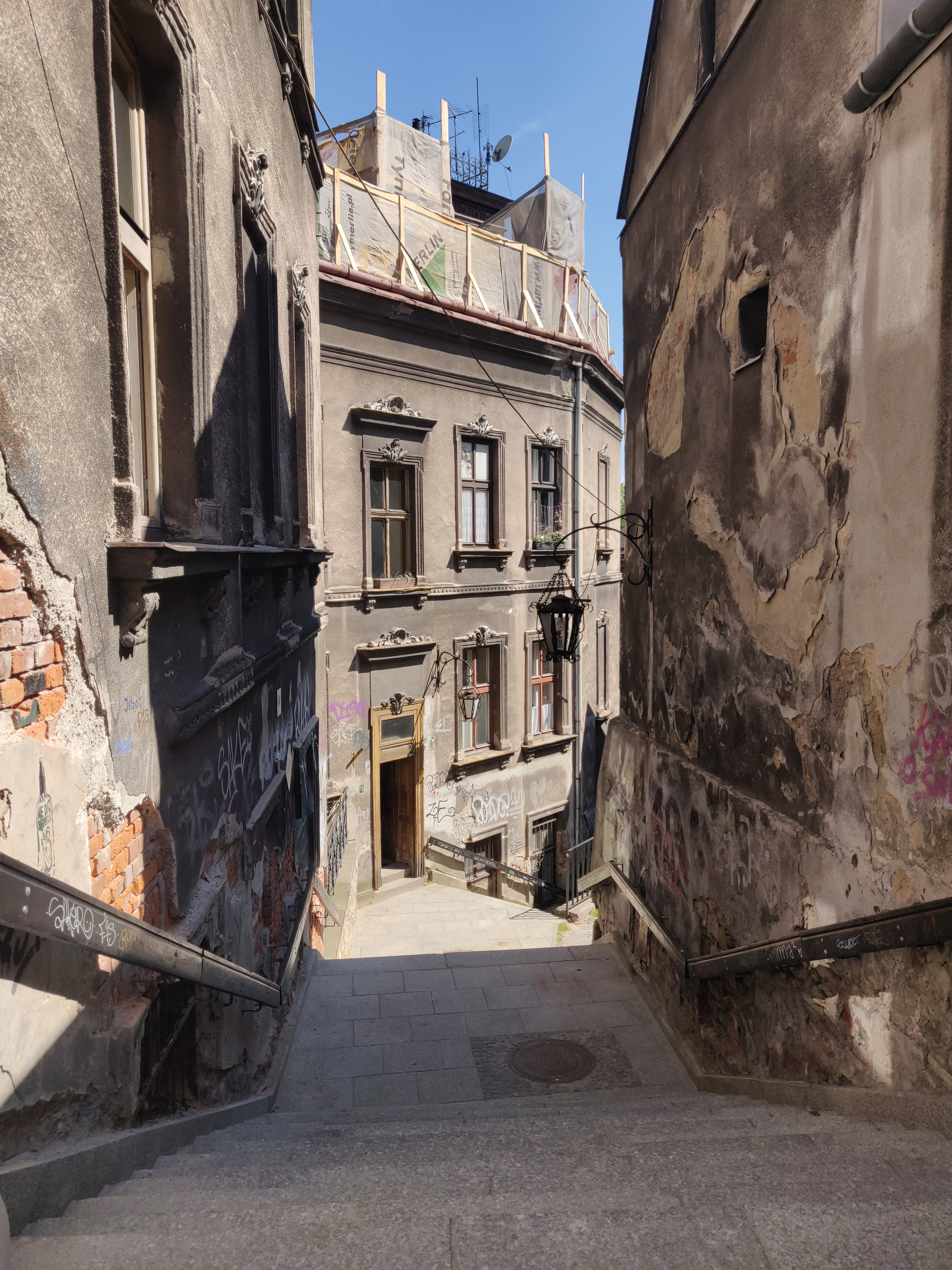
Ulica Schodowa
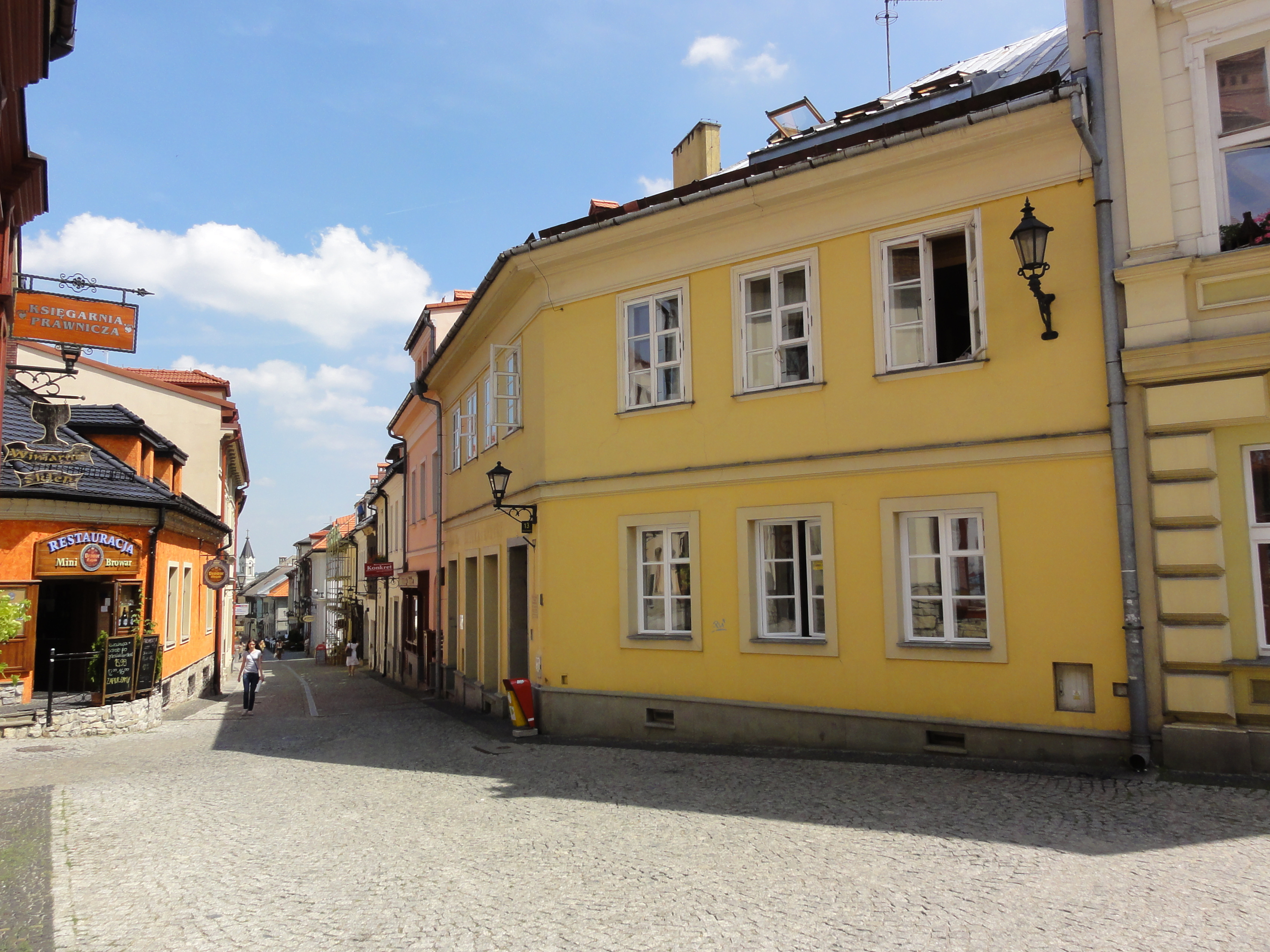
Ulica Cieszyńska
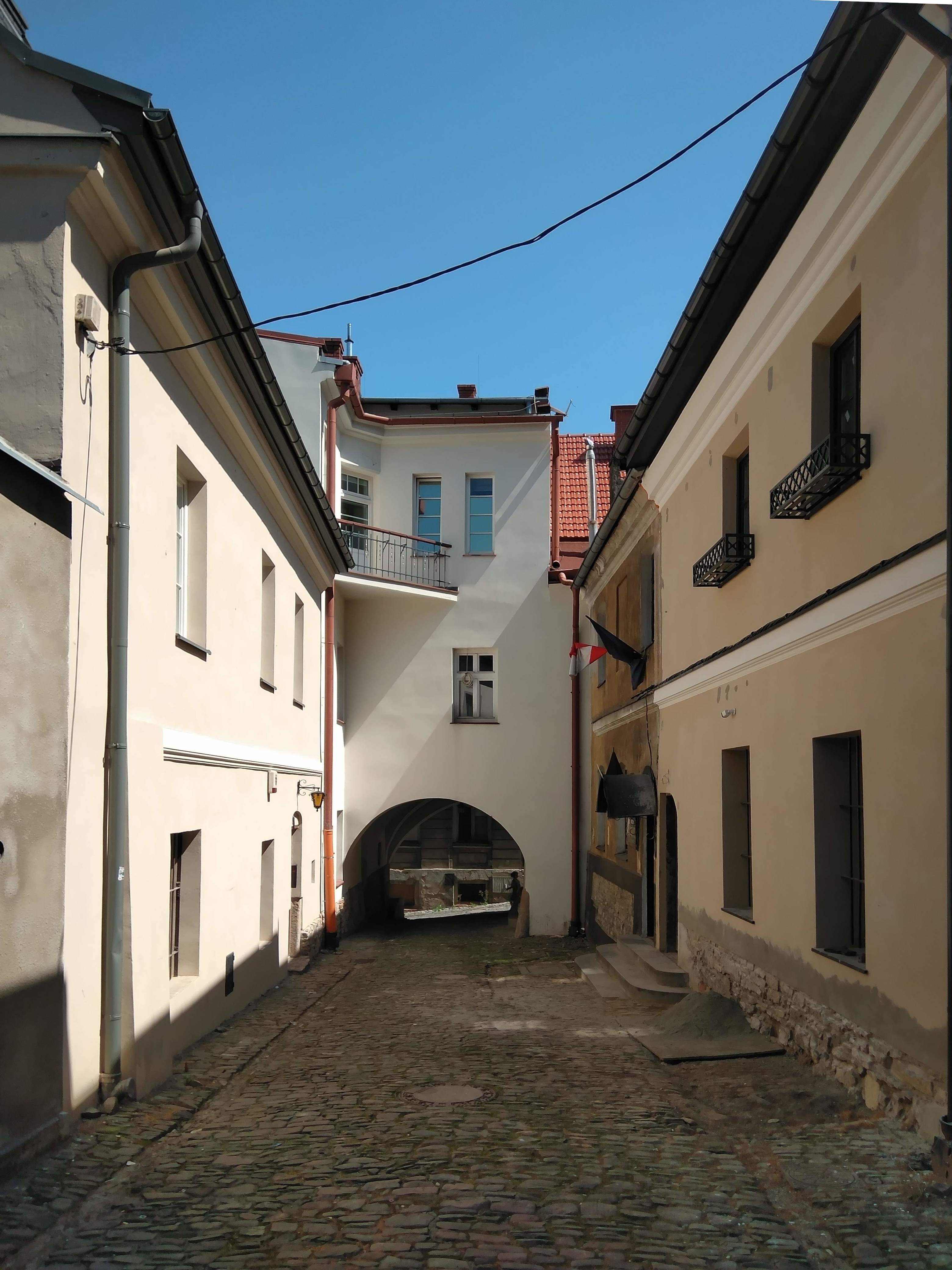
Ulica Pankiewicza
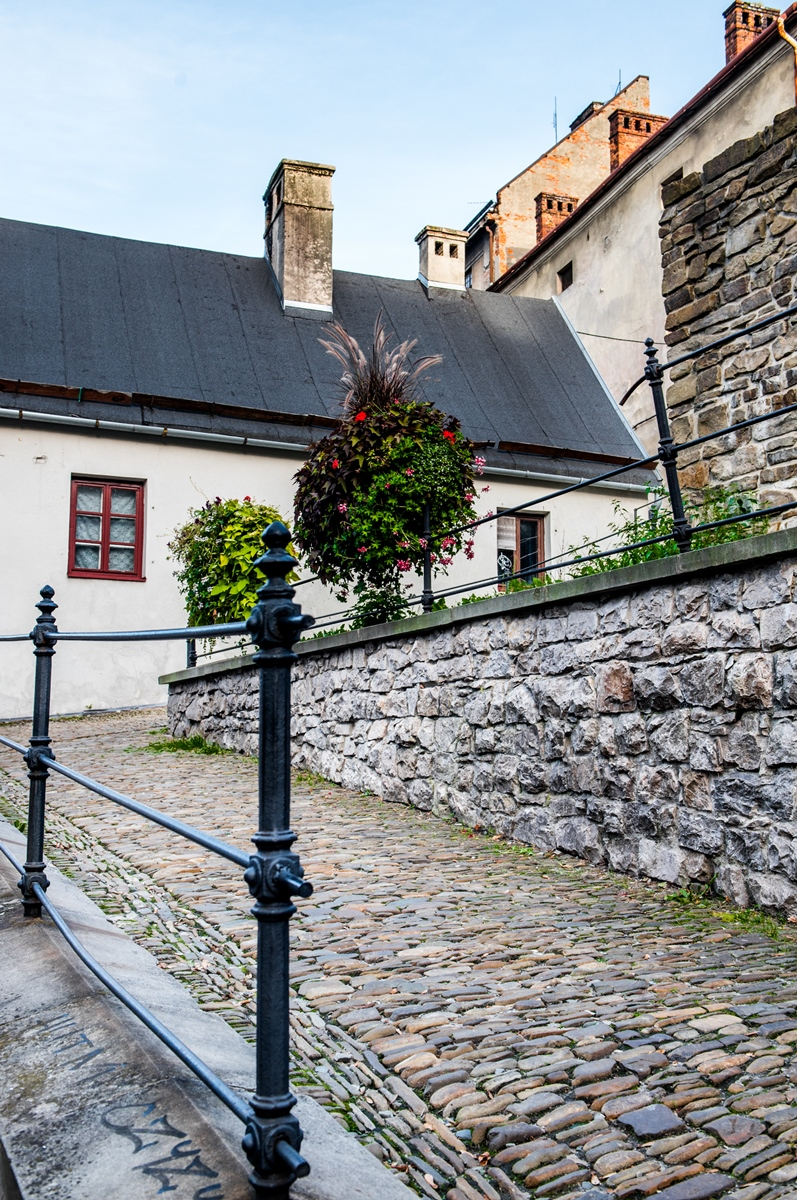
Ulica Kręta
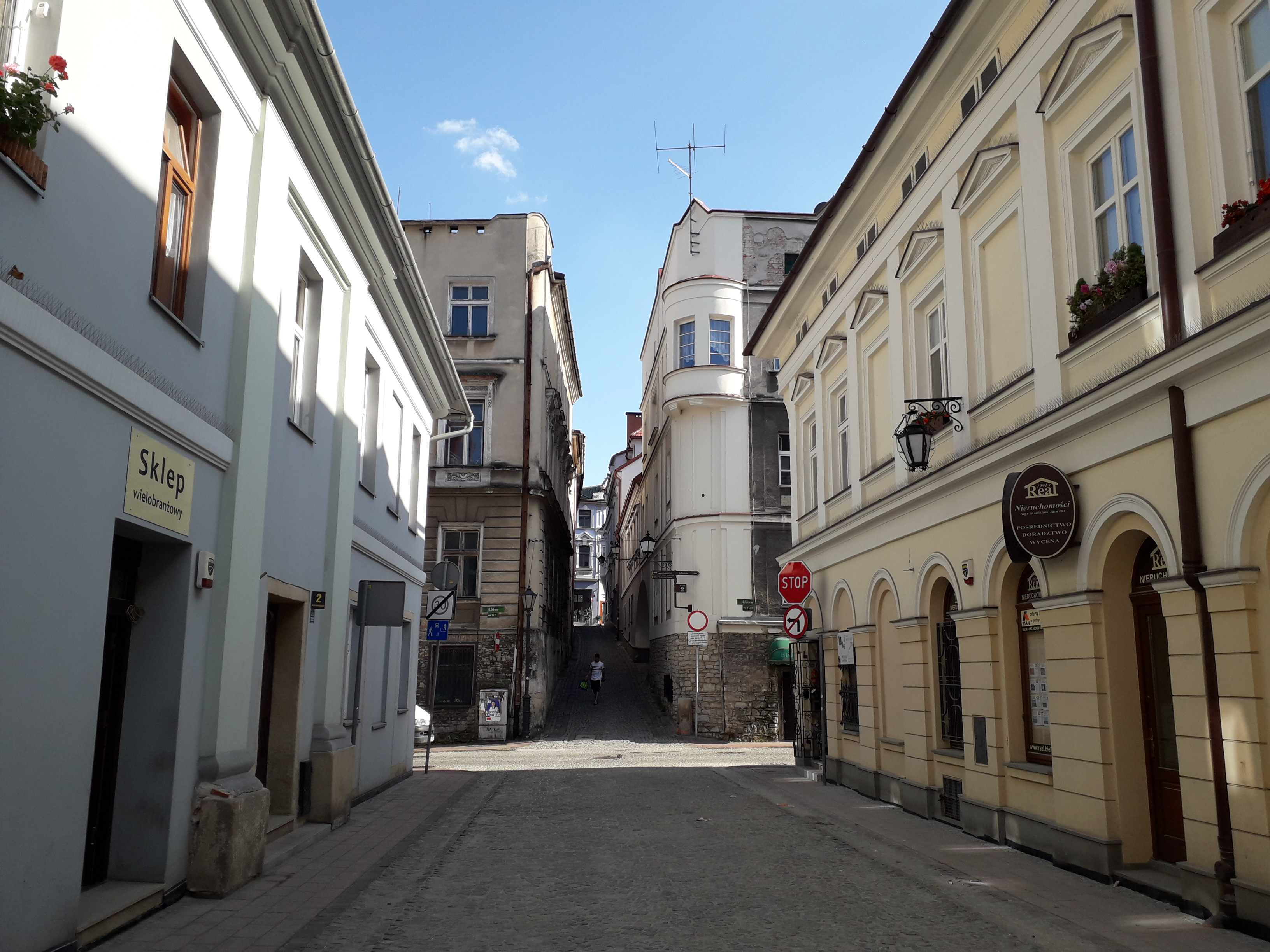
Ulica Słowackiego